# Атакан Юксель
Атакан Юксель (тур. Atakan Yüksel; нар. 13 серпня 1985, Шефаатлі, провінція Йозгат) — турецький борець греко-римського стилю, бронзовий призер чемпіонату світу, чемпіон Європи, срібний призер Кубку світу, учасник Олімпійських ігор.

## Життєпис
Боротьбою почав займатися з 1996 року. У 2005 році став чемпіоном Європи серед юніорів.
Виступає за борцівський клуб Bueyueksehir Beledenesyi Sport, Стамбул. Тренер — Хаккі Башар (з 2013).

## Спортивні результати на міжнародних змаганнях

### Виступи на Олімпіадах
| Змагання                    | Збірна    | Вагова категорія                 | Місце |
| --------------------------- | --------- | -------------------------------- | ----- |
| Літні Олімпійські ігри 2012 | Туреччина | греко-римська боротьба, до 66 кг | 18    |

### Виступи на Чемпіонатах світу
| Змагання                        | Збірна    | Вагова категорія                 | Місце  |
| ------------------------------- | --------- | -------------------------------- | ------ |
| Чемпіонат світу з боротьби 2013 | Туреччина | греко-римська боротьба, до 66 кг | 9      |
| Чемпіонат світу з боротьби 2014 | Туреччина | греко-римська боротьба, до 66 кг | 17     |
| Чемпіонат світу з боротьби 2017 | Туреччина | греко-римська боротьба, до 66 кг | Бронза |
| Чемпіонат світу з боротьби 2018 | Туреччина | греко-римська боротьба, до 67 кг | 32     |
| Чемпіонат світу з боротьби 2019 | Туреччина | греко-римська боротьба, до 67 кг | 10     |

### Виступи на Чемпіонатах Європи
| Змагання                         | Збірна    | Вагова категорія                 | Місце  |
| -------------------------------- | --------- | -------------------------------- | ------ |
| Чемпіонат Європи з боротьби 2008 | Туреччина | греко-римська боротьба, до 60 кг | 25     |
| Чемпіонат Європи з боротьби 2013 | Туреччина | греко-римська боротьба, до 66 кг | 5      |
| Чемпіонат Європи з боротьби 2014 | Туреччина | греко-римська боротьба, до 66 кг | 16     |
| Чемпіонат Європи з боротьби 2016 | Туреччина | греко-римська боротьба, до 66 кг | 16     |
| Чемпіонат Європи з боротьби 2017 | Туреччина | греко-римська боротьба, до 66 кг | 5      |
| Чемпіонат Європи з боротьби 2019 | Туреччина | греко-римська боротьба, до 67 кг | Золото |

### Виступи на Кубках світу
| Змагання                    | Збірна    | Вагова категорія                 | Місце  |
| --------------------------- | --------- | -------------------------------- | ------ |
| Кубок світу з боротьби 2012 | Туреччина | греко-римська боротьба, до 66 кг | 15     |
| Кубок світу з боротьби 2013 | Туреччина | греко-римська боротьба, до 66 кг | Срібло |
| Кубок світу з боротьби 2015 | Туреччина | греко-римська боротьба, до 66 кг | 4      |
| Кубок світу з боротьби 2017 | Туреччина | греко-римська боротьба, до 66 кг | 4      |
| Кубок світу з боротьби 2020 | Туреччина | греко-римська боротьба, до 67 кг | 11     |

### Виступи на інших змаганнях
| Змагання                                                         | Збірна    | Вагова категорія                 | Місце  |
| ---------------------------------------------------------------- | --------- | -------------------------------- | ------ |
| Чемпіонат світу з боротьби серед студентів 2008                  | Туреччина | греко-римська боротьба, до 60 кг | 13     |
| Кубок Ядегара Імама 2009                                         | Туреччина | греко-римська боротьба, до 66 кг | 5      |
| Турнір Вехбі Емре 2010                                           | Туреччина | греко-римська боротьба, до 66 кг | 5      |
| Турнір Вехбі Емре 2011                                           | Туреччина | греко-римська боротьба, до 66 кг | 5      |
| Кубок Ядегара Імама 2011                                         | Туреччина | греко-римська боротьба, до 66 кг | 5      |
| Кубок Владислава Пітласинські 2011                               | Туреччина | греко-римська боротьба, до 66 кг | 8      |
| Золотий Гран-прі з боротьби 2012 (Стамбул)                       | Туреччина | греко-римська боротьба, до 66 кг | 5      |
| Золотий Гран-прі з боротьби 2012 (Сомбатгей)                     | Туреччина | греко-римська боротьба, до 66 кг | 9      |
| Олімпійський кваліфікаційний турнір з боротьби 2012 (Софія)      | Туреччина | греко-римська боротьба, до 66 кг | 20     |
| Олімпійський кваліфікаційний турнір з боротьби 2012 (Гельсінкі)  | Туреччина | греко-римська боротьба, до 66 кг | Золото |
| Золотий Гран-прі з боротьби 2012 (Баку)                          | Туреччина | греко-римська боротьба, до 66 кг | 8      |
| Турнір Вехбі Емре 2013                                           | Туреччина | греко-римська боротьба, до 66 кг | 5      |
| Trophee Milone 2013                                              | Туреччина | греко-римська боротьба, до 66 кг | Бронза |
| Середземноморські ігри 2013                                      | Туреччина | греко-римська боротьба, до 66 кг | Золото |
| Кубок Владислава Пітласинські 2013                               | Туреччина | греко-римська боротьба, до 66 кг | 7      |
| Вогні Москви 2013                                                | Туреччина | греко-римська боротьба, до 66 кг | Золото |
| Золотий Гран-прі з боротьби 2013 (Баку)                          | Туреччина | греко-римська боротьба, до 66 кг | 19     |
| Турнір Вехбі Емре 2014                                           | Туреччина | греко-римська боротьба, до 66 кг | Золото |
| Золотий Гран-прі з боротьби 2014 (Сомбатгей)                     | Туреччина | греко-римська боротьба, до 66 кг | 11     |
| Гран-прі Німеччини з боротьби 2014                               | Туреччина | греко-римська боротьба, до 66 кг | 11     |
| Турнір Вехбі Емре і Гаміта Каплана 2015                          | Туреччина | греко-римська боротьба, до 66 кг | 30     |
| Гран-прі Іспанії з боротьби 2015                                 | Туреччина | греко-римська боротьба, до 66 кг | 13     |
| Турнір Вехбі Емре і Гаміта Каплана 2016                          | Туреччина | греко-римська боротьба, до 66 кг | Золото |
| Міжнародний турнір Любомира Івановича-Гедзи 2016                 | Туреччина | греко-римська боротьба, до 66 кг | 7      |
| Олімпійський кваліфікаційний турнір з боротьби 2016 (Улан-Батор) | Туреччина | греко-римська боротьба, до 66 кг | 7      |
| Клубний чемпіонат світу з боротьби 2016                          | Туреччина | команда                          | Срібло |
| Турнір Вехбі Емре і Гаміта Каплана 2017                          | Туреччина | греко-римська боротьба, до 66 кг | Золото |
| Меморіал Іона Корнеану і Ладислава Сімона 2017                   | Туреччина | греко-римська боротьба, до 66 кг | Срібло |
| Клубний чемпіонат світу з боротьби 2017                          | Туреччина | команда                          | Бронза |
| Гран-прі Німеччини з боротьби 2018                               | Туреччина | греко-римська боротьба, до 67 кг | 24     |
| Клубний чемпіонат світу з боротьби 2018                          | Туреччина | команда                          | 4      |
| Турнір Дана Колова — Николи Петрова 2019                         | Туреччина | греко-римська боротьба, до 67 кг | 6      |
| Кубок Владислава Пітласинські 2019                               | Туреччина | греко-римська боротьба, до 67 кг | 11     |
| Кубок Алроси 2019                                                | Туреччина | команда                          | Срібло |
| Відкритий чемпіонат Загреба з боротьби 2020                      | Туреччина | греко-римська боротьба, до 67 кг | Срібло |

### Виступи на змаганнях молодших вікових груп
| Змагання                                       | Збірна    | Вагова категорія                 | Місце  |
| ---------------------------------------------- | --------- | -------------------------------- | ------ |
| Чемпіонат Європи з боротьби серед юніорів 2005 | Туреччина | греко-римська боротьба, до 60 кг | Золото |
| Чемпіонат Європи з боротьби серед кадетів 2001 | Туреччина | греко-римська боротьба, до 42 кг | 9      |